# Zetor 105
Zetor 105 Proxima Power – czeski ciągnik rolniczy z grupy Zetorów Proxima Power.

## Dane techniczne
Silnik
- Model Zetor 1305
- Typ turbodoładowany z intercoolerem i wentylatorem wiskotycznym
- System chłodzenia chłodzony cieczą
- Liczba cylindrów 4
- Pojemność (cm³) 4156
- Moc maksymalna [kW] / [KM] ECE R24  74 / 100
- Maksymalna prędkość obrotowa (obr./min) 2200
- Maks. moment obrotowy silnika (Nm) 525
- Zapas momentu obrotowego % 37
- Średnica cylindra / skok tłoka (mm) 105x120
- Tier III

Skrzynia biegów
- w pełni zsynchronizowana z elektrohydraulicznym rewersem i trójstopniowym wzmacniaczem momentu
- Liczba biegów przód/tył 24/24
- Max. prędkość(km/h) 40

Wał odbioru mocy
- Zależny i niezależny
- Prędkość (obr/min) 540 / 540E (540/1000)
- Przedni WOM (obr/min) (opcja): 1000
- mokre, wielotarczowe sprzęgło

Przedni most napędowy
- Carraro 20.16 z mokrymi hamulcami
- Automatyczna blokada mechanizmu różnicowego typu limited slip

Hamulce
- Hydrauliczne, tarczowe mokre
- Inst. ster. hamulcami przyczep pneumatyczne lub hydrauliczne

Układ kierowniczy
- Hydrostatyczny

Układ hydrauliczny
- Zetormatic, mechaniczny, regulacja siłowa, pozycyjna i mieszana
- TUZ kategorii I i II CBM
- Siła podnoszenia (kN) 41,5
- Rozdzielacz 2 lub 3 sekcyjny
- Wydatek pompy (l / min.) 50
- Ciśnienie nominalne (Mpa) 18

Kabina bezpieczna
- Tłumik umiejscowiony w narożniku kabiny
- Poziom hałasu 78 dB(A)

Ogumienie
- Przód 380/70R24
- Tył 480/70R34

Zbiornik paliwa
- 175 l

Wymiary (mm)
- Wysokość 2718 mm
- Szerokość 1910 mm
- Rozstaw osi 2328 mm
- Długość 3905 mm
- Masa 4000 kg

Inne opcje
- Klimatyzacja
- Zaczep tylny CBM
- Przedni TUZ
- Przedni WOM
- Radio
- Przednie i tylne obciążniki
- Inne kombinacje ogumienia
- Siedzisko kierowcy Grammer pneumatyczne
- Siedzenie pasażera
- Kombinacje opon 540/65R34, 520/70R34 i 600/65R34